# Pandanus comatus
Pandanus comatus är en enhjärtbladig växtart som beskrevs av Ugolino Martelli. Pandanus comatus ingår i släktet Pandanus och familjen Pandanaceae.
Artens utbredningsområde är Madagaskar. Inga underarter finns listade.